# 最高国务会议
最高国务会议是根据1954年制定的第一部《中华人民共和国宪法》第四十三条规定，中华人民共和国主席在必要的时候召开的会议。
最高国务会议由国家主席召开和主持，会议的详细内容并没有明确注明，一般参与会议的包括：国家副主席、全国人大常委会委员长、国务院总理及其他民主党派等主要领导人。
最高国务会议讨论国家的重大事务，由国家主席把会议提出的意见交给全国人大及其常委会、国务院及其他相关部门讨论并作出决定。因此国家主席在当时拥有国家政务上的实际参与权，可以被视为实权元首。
1975年修订的第二部《中华人民共和国宪法》取消了国家主席和国家副主席的设置，同时取消了最高国务会议。自此《宪法》里再未出现有关最高国务会议的规定。1982年修订的第四部《宪法》重新设立国家主席职务，但已经失去对国家政治决策的干预权，性质变为虚位元首。

## 1954年宪法规定
第四十三条 中华人民共和国主席在必要的时候召开最高国务会议，并担任最高国务会议主席。

最高国务会议由中华人民共和国副主席、全国人民代表大会常务委员会委员长、国务院总理和其他有关人员参加。

最高国务会议对于国家重大事务的意见，由中华人民共和国主席提交全国人民代表大会、全国人民代表大会常务委员会、国务院或者其他有关部门讨论并作出决定。

## 历次最高国务会议
在毛泽东（1954－1959年）和刘少奇（1959－1968年）先后担任国家主席期间，共召开过20次最高国务会议。其中毛泽东召集过15次会议，刘少奇召集过5次会议。